# Dèbar
|  | Aquest article tracta sobre la ciutat. Vegeu-ne altres significats a «Dèbar (desambiguació)». |

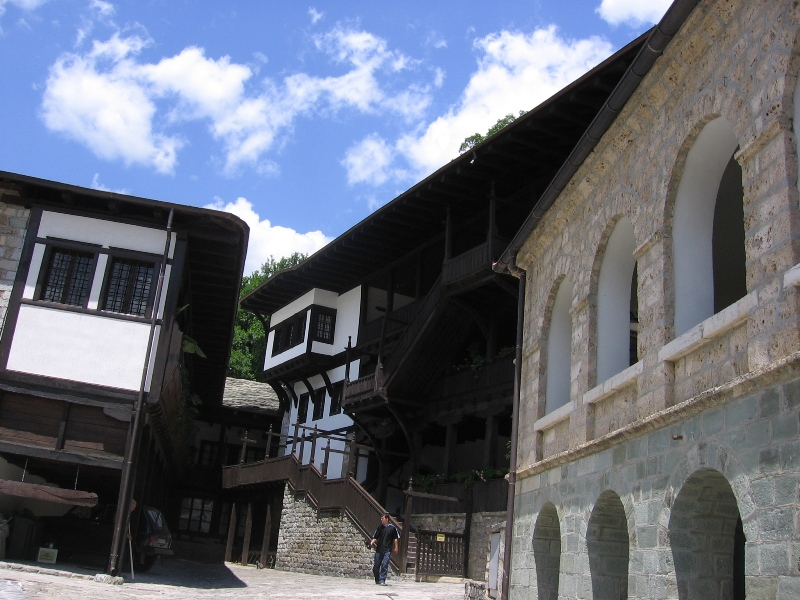
Monastir a Dèbar

Dèbar (en macedònic Дебaр   [ˈdɛːbar] (?·pàg.); en albanès: Dibër, en turc: Debre) és una ciutat a l'oest de Macedònia del Nord, prop de la frontera amb Albània, a la carretera de Struga de Gòstivar. Està envoltada per les muntanyes Dešat, Stogovo, Jablanica i Bistra. Es troba a 625 metres sobre el nivell del mar, al costat d'un llac, i hi passen els rius Drin i Radika. El primer document que esmenta la ciutat de Dèbar és el mapa de Ptolemeu, que data de mitjans del segle ii.

## Població
Segons les dades del cens de 2002, la ciutat de Dèbar té una població de 14.561 habitants, composta per 10.768 (74,0%) albanesos, 1415 (9,7%) turcs, 1079 (7,2%) romanesos, 1054 (7,2%) macedonis, i 245 (1,7%) d'altres grups.